# Novohrîhorivka, Mejova
Novohrîhorivka (în ucraineană Новогригорівка) este localitatea de reședință a comunei Novohrîhorivka din raionul Mejova, regiunea Dnipropetrovsk, Ucraina.

## Demografie
Componența lingvistică a localității Novohrîhorivka
     Ucraineană (98,02%)
     Rusă (1,98%)
Conform recensământului din 2001, majoritatea populației localității Novohrîhorivka era vorbitoare de ucraineană (98,02%), existând în minoritate și vorbitori de rusă (1,98%).